# Saint-Benoît-des-Ombres

Saint-Benoît-des-Ombres este o comună în departamentul Eure, Franța. În 1 ianuarie 2022 avea o populație de 142 de locuitori.